# Villa Dianella Fucini
Villa Dianella Fucini si trova in località Sovigliana (via Dianella 38) nel comune di Vinci (FI).

## Storia e descrizione
Situata a 5 km da Vinci, sul colle di Campocollese, la villa è circondata da un parco secolare di lecci, abeti e ippocastani e vi si accede da un lungo viale di cipressi.
L'edificio, che risale almeno al XVI secolo, è costituito da un complesso di corpi di fabbrica e epoca e funzioni diverse. Nei primi anni dell'Ottocento divenne di proprietà della famiglia Fucini, poi degli eredi del professor Camillo Arturo Torrigiani.
Qui il poeta Renato Fucini (1843-1921) scrisse Le veglie di Neri, come celebra anche l'epigrafe in facciata, e trovò sepoltura, all'interno della cappella-oratorio nei pressi della villa. 
Il complesso di Dianella è oggi proprietà della famiglia Billeri.